# Merwede

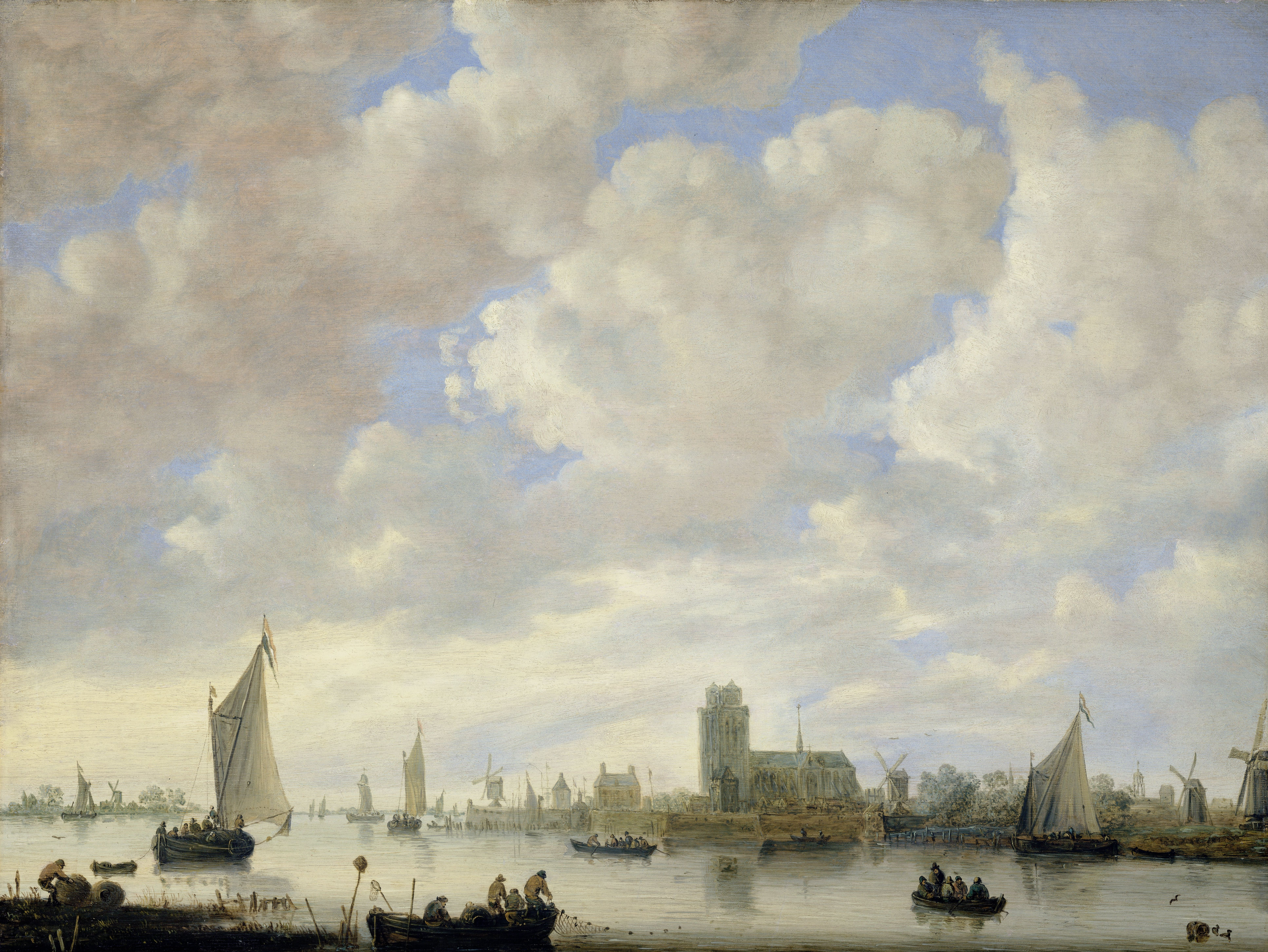
Jan van Goyen, La Merwede à Dordrecht.

La Merwede est une rivière néerlandaise faisant partie du delta de la Meuse et du Rhin.
Il s'agit du cours inférieur du Waal. Anciennement, elle englobait également le cours inférieur de la Meuse, jusqu'à ce qu'un barrage fût construit à Well en 1904, déviant ainsi le cours principal de ce fleuve.
La Merwede commence près du château de Loevestein (à l'est de Woudrichem), à l'ancien confluent du Waal et de la Meuse. La frontière historique entre les comtés de Hollande et du Gueldre se trouve à cet endroit. De nos jours, la première partie de la Merwede, la Merwede supérieure ou Boven-Merwede, forme la frontière entre les provinces du Brabant-Septentrional et la Hollande-Méridionale.
Près de Gorinchem, la Merwede reçoit les eaux de la Linge et du canal de la Merwede. Au-delà de Werkendam, la rivière se divise en deux bras : un bras méridional appelé Nouvelle Merwede ou Nieuwe Merwede, créé artificiellement, et un bras septentrional appelé Merwede inférieure ou Beneden-Merwede. La Beneden-Merwede poursuit son cours jusqu'à Dordrecht, où elle se divise de nouveau en deux bras : le Noord et la Vieille Meuse.
La rivière est extrêmement fréquentée par la navigation fluviale. Le long de la Merwede on trouve beaucoup de chantiers navals, notamment à Gorinchem, à Hardinxveld-Giessendam et à Sliedrecht.

## Source de l'article
- (nl) Cet article est partiellement ou en totalité issu de l’article de Wikipédia en néerlandais intitulé « Merwede » (voir la liste des auteurs).